# 2003 v dopravě
Tento článek obsahuje seznam událostí souvisejících s dopravou, které proběhly roku 2003.

## Leden
- 1. ledna

 Rozdělením státní organizace České dráhy vznikla akciová společnost České dráhy a státní organizace Správa železniční dopravní cesty.

## Únor
- 2. února

 Slovenský železniční dopravce Železničná spoločnosť od tohoto data zrušil větší množství vlaků osobní dopravy na celém Slovensku. Na 24 lokálních tratích byla zcela zastavena osobní doprava.

## Březen
- 17. března

 V Brně byla veřejnosti představena tříčlánková nízkopodlažní tramvaj Škoda 03T, kterou Škoda začala do Brna dodávat pod obchodním názvem Anitra.
- 23. března

 Na úzkorozchodné síti (rozchod 900 mm) společnosti Sokolovská uhelná byl vypraven poslední vlak s uhlím. V následujících měsících byla úzkorozchodné tratě přestavěny na standardní rozchod 1435 mm a nepotřebné úseky zlikvidovány.

## Duben
- 7. dubna

 Po širokorozchodné trati Linia Hutnicza Szerokotorowa dorazil z Ukrajiny do stanice Sławków Południowy první vlak přepravující kamiony systémem Ro-La.
- 25. dubna

 Do pravidelného provozu s cestujícími byl v Brně zařazen první zdejší trolejbus Škoda 22Tr.

## Květen
- 15. května

 V Ostravě byla zahájen zkušební provoz trolejbusu Solaris Trollino 15AC s cestujícími.

## Červenec
- 9. července

 Do pravidelného provozu s cestujícími byla v Ostravě nasazena modernizovaná tramvaj KT8D5R.N1 s vloženým nízkopodlažním dílem.
- 23. července

 První vlak projel po přeložce trati v úseku Dlouhá Třebová – Odbočka Parník. Součástí přeložky dlouhé 1 150 m je i 417 m dlouhý dvoukolejný železniční most.

## Září
- 4. září

  Do ulic polské Gdyně poprvé vyrazil trolejbus Solaris Trollino 12AC, jehož kompletaci s využitím trakční výzbroje Cegelec provedl Dopravní podnik Ostrava.
- 25. září

 V Plzni byl poprvé představen trolejbus Škoda 24Tr postavený na bázi autobusu Irisbus Citybus 12M.

## Říjen
- 17. října

 Byl ukončen elektrický provoz na soustavě 1,5 kV DC v úseku Rybník – Vyšší Brod (železniční trať Rybník – Lipno nad Vltavou).

## Prosinec
- 14. prosince

 Společnost City Airport Train (společný podnik ÖBB a vídeňského mezinárodního letiště) zahájila provoz expresního železničního spojení mezi nádražím Wien Mitte a letištěm Wien-Schwechatu.